# Dissidenten
Dissidenten ist eine deutsche Weltmusik-/Indie-Rock-Band. Sie ist insbesondere durch ihre Zusammenarbeit mit Künstlern aus dem Mittleren Osten, Nordafrika und Indien bekannt geworden. Das Rolling Stone Magazine bezeichnete sie als „Godfathers of World-Beat“. Der Name der Band bezieht sich auf den Begriff Dissident für Andersdenkende oder Oppositionelle.

## Bandgeschichte
Bis 1980 unternahmen Uve Müllrich und Michael Wehmeyer bei der Münchner Krautrock- und Weltmusikband Embryo „Experimente zwischen Orient und Okzident“. 1980 hatten die beiden Musiker gemeinsam mit Friedemann Josch (Ex-Missus Beastly) in Indien „Embryo’s Dissidenten“ gegründet. 1981 änderte die Gruppe ihren Namen in „Dissidenten“; Marlon Klein ersetzte Michael Wehmeyer.
Den ersten (in Kleinauflage) eigenfinanzierten Singles folgte eine Tournee durch Asien bis Ende 1981. Inspiriert durch persönliche Reisen und die Erfahrungen mit der Band Embryo spielte das Trio zahlreiche Konzerte in Nordafrika, Spanien, Italien und im gesamten Mittelmeerraum. Die Gruppe konnte sowohl mit Single-Dance-Hits in Diskotheken als auch durch die meist ausverkauften Konzerte große Erfolge feiern.

### „Godfathers of World Beat“
1982 verlegten die „Dissidenten“ ihr Domizil nach Zentral-Indien, wo sie als Gäste im Palast von Maharaja Bhalkrishna Bharti of Gondagaon im Bundesstaat Madhya Pradesh ihr erstes Album vorbereiteten. In dieser 'exotischen' Umgebung erfolgten die Aufnahmen von „Germanistan“, inspiriert vom Perkussionisten Trilok Gurtu, produziert in Zusammenarbeit mit dem „Karnataka College of Percussion“, der Sängerin R. A. Ramamani und dem Saxophonisten Charlie Mariano.
Ein Jahr später zog die Gruppe nach Marokko, um im Sultanspalast in Tanger „Sahara Elektrik“ aufzunehmen. Unterstützt wurden sie von „Lemchaheb“, dem bekannten Autor/Komponisten Paul Bowles und Abdessalam Akaaboune als Produzenten. „Fata Morgana“ wurde ein Dancehit in Europa (insbesondere in Spanien und Italien) und Kanada, wo das Album Platz 1 der „Independent Charts“ erreichte. Im Anschluss tourte die Band in ausverkauften Sälen durch Spanien; später folgten Aufnahmen mit John Peel in London.
Das Trio beschloss, 1986 in Spanien zu verbringen, produzierte „Life At the Pyramids“ und erzielte erste Erfolge in den Vereinigten Staaten und im United Kingdom. Die nachfolgende Welttournee wurde am „1988 New Music Seminar“ im „Palladium“ in New York City eröffnet. Am 5. November 1987 traten die Dissidenten live im New Jersey-Sender WFMU auf.
1989 zogen die „Dissidenten“ wieder nach Marokko, um „Out Of This World“ mit dem „Royal National Orchestra of Morocco“ und bekannten Künstlern – unter anderem Cherif Lamran und Mahmoud Saadi (beide Mitglieder von „Lemchaheb“) sowie „Jil Jilala“ und „Nass El Ghiwane“ – aus Marokko aufzunehmen (erstmals unter dem US-amerikanischen Label „Sire/Warner“). Im darauffolgenden Jahr verlegte die Gruppe ihren Wohnsitz nach zehn Jahren zurück nach Berlin, wo sie ihr Album „Live in New York“ veröffentlichten, aufgenommen beim Eröffnungskonzert der Welttournee in New York. Danach konzentrierten sich die Bandmitglieder auf ein (nicht als Album veröffentlichtes) Film/Musik Projekt zum Thema „Musik der nordamerikanischen Indianer“.
Für „The Jungle Book“, das Aufnahmen aus dem indischen Alltagsleben in Dancetracks integrierte, nahmen sich die „Dissidenten“ fast drei Jahre Zeit, wiederum in Zusammenarbeit mit dem „Karnataka College of Percussion“ aus Bengaluru, Trilok Gurtu und Ramesh Shotham. Das Album wurde 1994 von Europäischen DJs in deren jährlichen „World Music Charts“ auf Platz 2 gewählt, gefolgt von einem Remix von Sven Väth („Jungle Book Part II“) als Techno Dance Track.
Nach einer anschließenden, das Album unterstützenden Tournee verbrachte Marlon Klein den Rest des Jahres in Los Angeles und produzierte Gary Wrights Alben „Human Love“ und „First Sign of Life“ mit einem Gastauftritt von Ex-Beatle George Harrison. 1983 gründeten die „Dissidenten“ ihr eigenes Musiklabel „Exil Musik“ und veröffentlichten 1997 „Instinctive Traveler“, ihr erstes Album mit zumeist englischsprachigen Songs, gefolgt von einer Tournee mit Festivalauftritten beim „Stuttgart Jazz Open“, den Leverkusener Jazztagen und dem „Festival De La Diversidad“ in Barcelona.
1998 tourten sie mit Gastmusikern und Sängern wie Izaline Calister, Noujoum Ouazza und Manickam Yogeswaran, unter anderem mit einem Auftritt beim „Glastonbury Festival“. Im selben Jahr veröffentlichten sie ihr zweites Livealbum „Live in Europe“.

### 20 Jahre Dissidenten

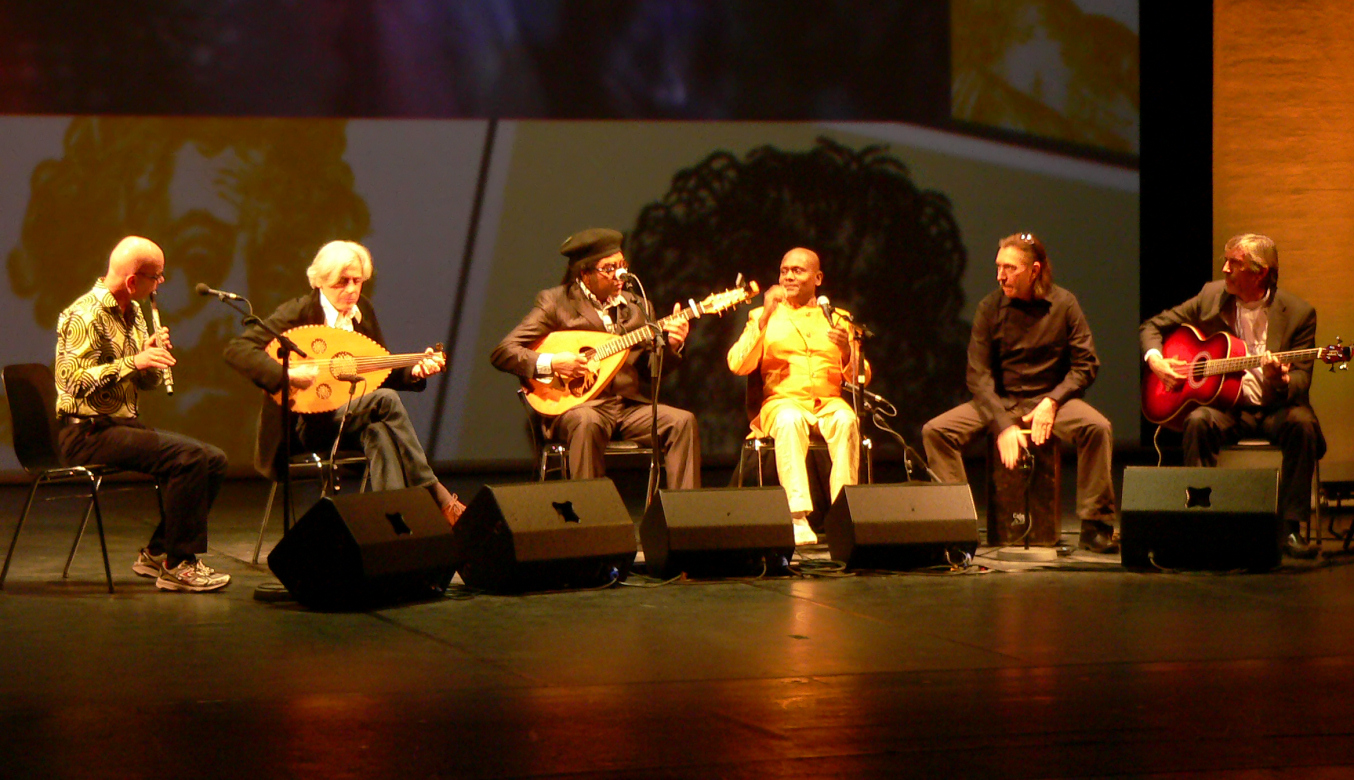
Auftritt mit Gästen bei der Gala zur Verleihung des Praetorius Musikpreis 2012 im Schauspielhaus Hannover

Anlässlich ihres zwanzigjährigen Bestehens entwickelte die Gruppe mit dem amerikanischen Komponisten Gordon Sherwood („New York Symphonics“ & „Beggars Opera“) und dem Dirigenten Peter Feranec („Bolschoi-Orchester“ & „Oper Oslo“), in Zusammenarbeit mit dem „Danubian Orchestra and Choir“, ihr bislang ambitioniertestes künstlerisches Projekt: Die dokumentarische Oper „Das Gedächtnis des Wassers!“ („The Memory of Waters“) für Orchester, 28-stimmigen Chor, Band und Computer. Die Oper wurde beim „Internationalen Donaufestival“ in Ulm uraufgeführt, live übertragen vom SWR, mit weiteren Aufführungen, beispielsweise beim „Festival de Navarra“ (Spanien) mit dem „Orchestra & The Coral de Cámara de Pamplona“ im Juli 2004 mit 50 Musikern und Sängern. Für diese Aufführungen entwarf die Medienkünstlerin und Fotografin Stefanie Seidl aus Berlin die szenische Videogestaltung.
Für die Expo 2000 in Hannover komponierte Uve Müllrich eine Aufführung für 96 Bayerische Blaskapellen und entwarf in Zusammenarbeit mit dem Münchner Bildhauer eine Klanginstallation aus den Glockenklängen von 96 Bayerischen Kirchen.
In Brasilien belegte „Arabian Nights“ mit 750.000 verkauften Exemplaren Platz 1, der Soundtrack „Sassaricando“ wurde eine Million Mal seit seiner Veröffentlichung 1988 verkauft.
2001 produzierte Marlon Klein in Durban (Südafrika) „The Zulu Choir Phikelela Sakhula“, „The Real Happy Singers“ und das Album „Love Letter“ sowie für den IMAX-Film „Ski to the Max“ von Willy Bogner junior zwei Songs. Friedo Josch produzierte und war Gastmusiker für Foxy Browns „Na Na Be Like“ auf deren Album „Broken Silence“.
In der zehn Jahre (1991–2001) umfassenden „World Music Charts Europe“ belegte „The Jungle Book“ Platz 2 unter 6500 nominierten Alben. Das eigentliche Jubiläumsalbum – „2001: A World Beat Odyssey“ – umfasste neun von DJs und Produzenten (u. a. von „Badmarsh“, „Lemongrass“, Shantel und „Slop Shop“) remixte Hits der „Dissidenten“. Im April 2003 wurde „Dissidenten Remx.ED 2.0: A New World Odyssey“ veröffentlicht. Wie bei dem Trio mittlerweile Tradition traten bei der anschließenden Tournee als Gäste einige der DJs als Gastkünstler auf.
Uve Müllrich entwickelte 2003 zusammen mit dem Medienkünstler und Journalisten Tom Hagenauer die „Donaureise“, eine CD und Klanginstallation für die Landesgartenschau in Tuttlingen an der Donau.
Marlon Klein nahm mit Jasper van’t Hof, Nicolas Fiszman, Philippe Alleart, Mabinthy Sakho, Simangele Khumalo, Frank Itt, Izaline Calister, Eric Vloeimans, Dra Diarra und Peter Weniger sowie Tony Lakatos und Ian Hillman an der „Pili Pili Jubilee Tour 2004“ teil, die mit weiteren Auftritten im Sommer verlängert wurde.
Das von Marlon Klein produzierte Album „DAN_TXA“ – eine gemeinsame Produktion mit „Tomás San Miguel and Txalaparta“ (einer baskischen Gruppe) und einem Konzert am „Basque Music – Vitoria Jazz Night Festival“ in Cannes – erreichte im Januar/Februar 2006 Platz 9 der „Top 20“ CDs in den „World Music Charts“. Vom 30. September bis 18. November 2006 tourten „Dissidenten“ und „Freundeskreis“ in Deutschland und Spanien.
2007 und 2008 war die Band zusammen mit ihren Freunden der marokkanischen Band „Jil Jilala“ in Tanger/Marokko mit der Produktion ihres Albums The Tanger Sessions beschäftigt. Ab Sommer 2008 war diese Formation europaweit auf Festivals zwischen Spanien und Helsinki zu hören. Im September entstand während zweier Live-Konzerte in Berlin die Live-CD/DVD Dissidenten & Jil Jilala Live in Berlin. Seit 2008 ist der Embryo-Gitarrist Roman Bunka, sowie der von den Guano Apes kommende Henning Rümenap im Line-up der Band. 2010 spielten die Dissidenten bei den beiden größten afrikanischen Festivals, dem L'Boulevard in Casablanca und dem Mawazine Festival in Rabat. Später im Jahr waren Konzerte in Russland, Nordamerika und Europa geplant.
Am 24. März 2012 verlieh die Niedersächsische Kulturministerin Johanna Wanka im Schauspielhaus Hannover den Dissidenten den Praetorius Musikpreis 2012 des Landes Niedersachsen in der Kategorie Internationaler Friedensmusikpreis.
Seit 2022 veröffentlichten Dissidenten regelmäßig Archiv-Liveaufnahmen im Rahmen der „Live Series“. Diese umfasst bislang (Stand 2025) Mitschnitte legendärer Konzerte von 1982 bis 1987 aus Städten wie Zürich, Berlin, Amsterdam, Rom, Göttingen, Bari, Barcelona sowie vom Festival San Pedro de Alcantara und weiteren Stationen ihrer Karriere. Insgesamt wurden inzwischen etwa 50 Live-Aufnahmen gesammelt, von denen die Veröffentlichung fortlaufend erfolgt.
Im August 2023 spielte die Band unter anderem beim Festival BidasoaFolk in Irun / Spanien – ein Beispiel für die bis heute internationale Präsenz der Gruppe.

## Diskografie

### Alben
| Jahr | Albumtitel                                             | Label                     | Anmerkungen |
| ---- | ------------------------------------------------------ | ------------------------- | --- |
| 1982 | Germanistan                                            | Exil/Indigo, Germany      | Mit dem Karnataka College of Percussion                                                                          |
| 1983 | Germanistan Tour                                       | Exil, Germany             | Live-Aufnahme mit dem Karnataka College of Percussion                                                            |
| 1984 | Sahara Elektrik                                        | Exil Musik, Germany       | Weitere Veröffentlichungen: Amok Canada (1986), Materiali Sonori Italy (1987)                                    |
| 1985 | Life at the Pyramids                                   | Exil Musik, Germany       | Weitere Veröffentlichungen: Dro Spain & Materiali Sonori Italy (1986), Melodie France (1987), Amok Canada (1988) |
| 1986 | Sahara Elektrik / Life at the Pyramids                 | Exil Musik, Germany       | CD-Veröffentlichung; weitere Veröffentlichungen: Globestyle UK (1989), Exil Germany/World (1990)                 |
| 1986 | Arab Shadows                                           | Nuevos Medios, Spain      | Weitere Veröffentlichung: Materiali Sonori Italy (1987)                                                          |
| 1987 | Dissidenten & Lem Chaheb                               | Mexico                    | Kollaboration mit Lem Chaheb                                                                                     |
| 1990 | Out of This World                                      | Sire / Warner Bros. World | CD-Veröffentlichung                                                                                              |
| 1990 | Life at the Pyramids                                   | Exil Musik Germany/World  | CD-Veröffentlichung                                                                                              |
| 1991 | Live in New York                                       | Exil Musik Germany        | CD-Veröffentlichung, Live-Aufnahme                                                                               |
| 1992 | The Jungle Book                                        | Exil/Indigo               | |
| 1992 | Germanistan                                            | Exil Germany/World        | CD-Veröffentlichung                                                                                              |
| 1993 | The Jungle Book                                        | Exil Germany/World        | CD-Veröffentlichung                                                                                              |
| 1997 | Instinctive Traveler                                   | Exil/Indigo               | CD-Veröffentlichung                                                                                              |
| 1998 | Live in Europe                                         | Exil/Indigo               | CD-Veröffentlichung, Live-Aufnahme                                                                               |
| 2005 | La memoria de las aguas                                | Exil                      | CD-Veröffentlichung, mit Orchestra & Choir Pamplona                                                              |
| 2008 | Tanger Sessions                                        | Fuego/Exil                | CD-Veröffentlichung, mit Jil Jilala                                                                              |
| 2013 | How Long Is Now? Unplugged Live in Berlin              | Fuego/Exil                | CD-Veröffentlichung, Live-Aufnahme                                                                               |
| 2014 | The Memory of the Waters (Live at Brucknerfest)        | Fuego/Exil                | CD-Veröffentlichung, Live-Aufnahme mit Gordon Sherwood                                                           |
| 2017 | We don’t shoot!                                        | Exil                      | CD-Veröffentlichung, Live-Aufnahme mit Mohamed Mounir                                                            |
| 2022 | Live Series - Zürich/Fabrik (12/1984)                  | Fuego                     | Live-Aufnahme |
| 2022 | Live Series - Berlin/Fabrik (10/1984)                  | Fuego                     | Live-Aufnahme |
| 2022 | Live Series - Amsterdam/Melkweg (04/1984)              | Fuego                     | Live-Aufnahme |
| 2023 | Live Series - Rome (05/1985)                           | Fuego                     | Live-Aufnahme |
| 2023 | Live Series - Festival San Pedro de Alcantara (1982)   | Fuego                     | Live-Aufnahme |
| 2024 | Live Series - Göttingen (06/1987)                      | Fuego                     | Live-Aufnahme |
| 2024 | Live Series - Bari (05/1987)                           | Fuego                     | Live-Aufnahme |
| 2025 | Live Series - Barcelona 'Fiesta de la Mercè' (09/1986) | Fuego                     | Live-Aufnahme |

### Kompilationen und EPs
| Jahr | Albumtitel                                                             | Label                     | Anmerkungen |
| ---- | ---------------------------------------------------------------------- | ------------------------- | --- |
| 1985 | Casablanca                                                             | Exil Musik, Germany       | EP |
| 1985 | Fata Morgana                                                           | Ginger, Spain             | EP; weitere Veröffentlichungen: Golden Denia France & Materiali Sonori Spain (1986), Sigem Brazil (1987), l'escargot France (1988) |
| 1986 | Special Compilation                                                    | Exil, Germany             | CD |
| 1986 | Inshallah                                                              | Ginger, Spain             | EP; weitere Veröffentlichung: Materiali Sonori Italy                                                                               |
| 1987 | Hits Collection                                                        | Globo, Brazil             | |
| 1988 | Polo Mix/Album                                                         | Ginger, Spain             | |
| 1994 | Love Supreme Remix                                                     | Exil Germany/World        | CD |
| 1994 | Jungle Book remix                                                      | e-que, WEA World          | EP |
| 1996 | Mixed Up Jungle                                                        | Exil/Indigo               | |
| 1997 | Mixed Up Jungle                                                        | Exil Musik, Germany/World | EP |
| 2001 | Dissidenten Remix.ed: A Worldbeat Odyssey / 2001: A World Beat Odyssey | Exil/Indigo               | CD |
| 2003 | Dissidenten Remx.ED 2.0: A New World Odyssey                           | Exil/Indigo               | |
| 2003 | 2003: A Worldbeat Odyssey                                              | Exil                      | CD |
| 2022 | Live Series - Barcelona/Angel-Casas-TV-Show (11/1985)                  | Fuego                     | EP; Live-Aufnahme |

### Soundtracks
| Jahr | Titel                       | Label/Veröffentlichung | Anmerkungen   |
| ---- | --------------------------- | ---------------------- | ------------- |
| 1988 | Sassa Ricando               | TV Globo, Brazil       |               |
| 1989 | Wild Orchid                 | Warner Brothers        |               |
| 1991 | Great Journeys              | BBC                    |               |
| 1992 | Pankuj Parahar              | Louis Banks Bombay     |               |
| 1993 | Dissidenten – Live in India | VOX TV                 | Live-Aufnahme |
| 1995 | Air India                   | Air India              |               |
| 2007 | The Hippie Trail            | ARTE TV                |               |
| 2016 | Haja Coração                | TV Globo, Brazil       |               |

### Videoclips
| Jahr | Titel                                                | Label             | Dauer | Anmerkungen                  |
| ---- | ---------------------------------------------------- | ----------------- | ----- | ---------------------------- |
| 1985 | Telephone Arab – Kairo                               | Exil Musik        | 3:50  |                              |
| 1985 | A Worldbeat Odyssey – Berlin                         | Exil Musik        | 7:00  |                              |
| 1989 | Out of This World                                    | Sire/Warner Bros. | 4:15  |                              |
| 1989 | Live in New York                                     | Exil Musik        | 45:00 | Live-Aufnahme                |
| 1990 | 20 Minutes from the Life of Dissidenten              | Exil Musik        | 20:00 |                              |
| 1991 | Live at the Pow Wow                                  | Exil Musik        | 5:00  | Live-Aufnahme                |
| 1995 | Jungle Book Remix                                    | Exil Musik        | 4:00  | Remix                        |
| 2000 | The Memory of the Waters – Ulm                       | Exil Musik        | 10:00 |                              |
| 2005 | La memoria de las aguas – Pamplona                   | Exil Musik        | 15:00 |                              |
| 2008 | Morock'n Roll                                        | Exil Musik        | 6:00  | Kollaboration mit Jil Jilala |
| 2008 | Gun Factory                                          | Exil Musik        | 7:00  | Kollaboration mit Jil Jilala |
| 2009 | Truth is the only Religion                           | Exil Musik        | 6:00  | Kollaboration mit Jil Jilala |
| 2025 | Live Series - Barcelona 'Fiesta de la Mercè' 09/1986 | Fuego             | 61:07 | Live-Aufnahme                |